# Giovanna Blancová
Giovanna José Blancová Bazonová (* 18. prosince 1982 El Tigre) je bývalá venezuelská zápasnice – judistka.

## Sportovní kariéra
Připravovala se v Ciudad Guayana (část Puerto Ordaz) v klubu průmyslového gigantu CVG Venalum. Ve venezuelské ženské reprezentaci se prosazovala od roku 2000 v těžké váze nad 78 kg. V roce 2004 se kvalifikovala na olympijské hry v Athénách. V úvodním kole vybodovala na koku francouzskou naději Évu Bisséniovou, ve druhém kole však podlehla na ippon Kubánce Daimě Beltránové. V následných opravách obsadila konečné 7. místo.
Po úspěšném roce 2006 přišlo v jeho konci vážné zranění kolene, po kterém se dlouhý čas nemohla dostat do dřívější formy a v roce 2008 na olympijské hry v Pekingu nekvalifikovala. Své druhé olympijské účasti se dočkala v roce 2012, když obsadila panamerickou kontinentální kvótu. Na olympijských hrách v Londýně prohrála v úvodním kole s Japonkou Mikou Sugimotovou na ippon technikou harai-goshi. Sportovní kariéru ukončila v roce 2015. Věnuje se trenérské práci.

### Vítězství na mezinárodních turnajích
- 2012 - 1x světový pohár (Bukurešť)

## Výsledky

### Váhové kategorie
| Turnaj                  | 2000       | 2001       | 2002       | 2003       | 2004       | 2005       | 2006       | 2007       | 2008       | 2009       | 2010       | 2011       | 2012       | 2013       |
| Turnaj                  | 18         | 19         | 20         | 21         | 22         | 23         | 24         | 25         | 26         | 27         | 28         | 29         | 30         | 31         |
| Turnaj                  | těžká váha | těžká váha | těžká váha | těžká váha | těžká váha | těžká váha | těžká váha | těžká váha | těžká váha | těžká váha | těžká váha | těžká váha | těžká váha | těžká váha |
| ----------------------- | ---------- | ---------- | ---------- | ---------- | ---------- | ---------- | ---------- | ---------- | ---------- | ---------- | ---------- | ---------- | ---------- | ---------- |
| Olympijské hry          | —          |            |            |            | 7.         |            |            |            | —          |            |            |            | úč.        |            |
| Mistrovství světa       |            | —          |            | úč.        |            | 7.         |            | úč.        |            | —          | —          | úč.        |            | úč.        |
| Panamerické hry         |            |            |            | 2.         |            |            |            | 5.         |            |            |            | 5.         |            |            |
| Panamerické mistrovství | 3.         | ?          | 5.         | —          | 1.         | —          | 2.         | 5.         | 2.         | —          | 5.         | 5.         | 5.         | 7.         |
| Jihoamerické hry        |            |            | —          |            |            |            | 2.         |            |            |            | 2.         |            |            |            |
| Středoamerické a k. hry |            |            | 2.         |            |            |            | 2.         |            |            |            | 3.         |            |            |            |
| Bolívarské hry          |            | 2.         |            |            |            | 1.         |            |            |            | —          |            |            |            | —          |
| MS juniorů              | úč.        |            |            |            |            |            |            |            |            |            |            |            |            |            |

### Bez rozdílu vah
| Turnaj                  | 2000 | 2001 | 2002 | 2003 | 2004 | 2005 | 2006 | 2007 | 2008 | 2009 | 2010 | 2011 | 2012 | 2013 |
| Turnaj                  | 18   | 19   | 20   | 21   | 22   | 23   | 24   | 25   | 26   | 27   | 28   | 29   | 30   | 31   |
| ----------------------- | ---- | ---- | ---- | ---- | ---- | ---- | ---- | ---- | ---- | ---- | ---- | ---- | ---- | ---- |
| Mistrovství světa       |      | —    |      | 7.   |      | úč.  |      | úč.  | —    |      | —    | —    |      |      |
| Panamerické mistrovství | —    | ?    | 2.   | —    | 1.   | —    | 1.   | —    | —    | —    | 5.   |      |      |      |
| Jihoamerické hry        |      |      | —    |      |      |      | 1.   |      |      |      | 1.   |      |      |      |
| Středoamerické a k. hry |      |      | 1.   |      |      |      | 1.   |      |      |      | 3.   |      |      |      |
| Bolívarské hry          |      | —    |      |      |      | 1.   |      |      |      | —    |      |      |      | —    |